# Olecko Małe
Jezioro Olecko Małe – (Małooleckie Jezioro, niem.: Herzogshöher See (1940 r.), Klein Oletzkoer See (1921 r.), Oletzko klein (1595 r.), Klein Olezky (1590 r.), Klein Oletzken (1542 r.) – jezioro w Polsce położone na Pojezierzu Mazurskim, na południe od Olecka (województwo warmińsko-mazurskie, powiat olecki, gmina Olecko). 
Powierzchnia jeziora wynosi 220,8 ha, jego długość to 4455 m, a szerokość 820 m. Zbiornik znajduje się na wysokości 148,8 m n.p.m. i jest dobrze dostępny od strony zachodniej i południowej w Małym Olecku. Jezioro ma wygięty kształt, przypominający literę "S". Jego brzegi łagodnie schodzą do wody, miejscami są szeroko porośnięte trzciną. Wschodni brzeg jest płaski i bagnisty, zachodni pagórkowaty. Najbliższe otoczenie to zabudowania Małego Olecka oraz Wieliczek, łąki i pola z wąskim pasem olchy, brzozy oraz wierzby. Znajduje się tu dużo małych pomostów wędkarskich. 
Przez jezioro przepływa rzeka Lega, która wpada w północnej części zbiornika, niosąc wody z Jeziora Olecko Wielkie, a wypływa na południu. Istnieje jeszcze kilka niewielkich dopływów zasilających jezioro wodami z okolicznych łąk i pól. W południowej części znajdują się dwie niewielkie wyspy, które wiosną są podtapiane.
Ryby występujące w jeziorze Oleckim Małym: Leszcz, Sandacz, Płoć, Okoń, Szczupak, Węgorz, Wzdręga.